# Медвяная роса
Медвя́ная роса́ — липкая сладкая жидкость, встречающаяся на листьях растений. Выделяется листьями под влиянием резких колебаний температуры. С медвяной росой сходна медвяная падь, представляющая выделение травяных тлей, червецов и некоторых других насекомых. По составу медвяная роса более проста (вода и сахар — виноградный и тростниковый), а медвяная падь более сложна (вода, сахар, белки, камедь и другие вещества). Из медвяной росы пчёлы вырабатывают суррогат мёда, который нельзя оставлять им на зимовку.
Считается[кем?], что медвяные росы вредны для пчёл и коров.

## Разновидности
Основное современное значение выражения «медвяная роса» — выпот сахаристого сока в ночное и утреннее время на хвое ели и листьях некоторых лиственных деревьев (дуб, боярышник), который усиливается в случае изменений температуры и влажности за короткое время.
Кроме растений, сладкую жидкость выделяют некоторые насекомые. Падь — сладкие и липкие выделения тлей, или травяных вшей (Aphidae), листоблошек (Psyllidae) и других сокососущих насекомых, скапливающиеся на листьях растений иногда в таком количестве, что капают. К этому липкому соку пристают многочисленные шкурки линяющих тлей, и тогда образуется так называемая «мучная роса». Химический состав выделений насекомых включает шестиатомные спирты, декстринообразные и азотистые вещества, минеральные соли. В том же соке развиваются споры сапрофитных микроскопических грибков, часто чёрного цвета, отчего побеги и ветви, покрытые этим липким соком, кажутся как бы вымазанными дёгтем или сажей.
К «медвяной росе» некоторые неправильно относят сладковатую жидкость на злаках в конидиальной стадии поражения спорыньёй, которую выделяет грибок Claviceps purpur.

## Причиняемый вред
Пчёлы вместо цветочного нектара могут иногда собирать близкие к нему по составу медвяную росу и падь. Они содержат меньше усваиваемых пчёлами сахаров. Мёд из выделений насекомых известен как падевый мёд. У зимующих пчёл мёд, произведённый из любой медвяной росы, из-за повышенного содержания минеральных веществ, может вызвать понос и последующую гибель.
Сладкая жидкость на злаках, поражённых спорыньёй, привлекает своим запахом насекомых, которые способствуют переносу возбудителя болезни на здоровые растения.